# Centrale géothermique de Rittershoffen
La centrale géothermique de Rittershoffen (en allemand : Geothermieheizkraftwerk Rittershoffen), implantée à Rittershoffen en Alsace, exploite la chaleur géothermique profonde pour alimenter l'usine d'amidon de Beinheim en énergie calorifique. Elle est inaugurée en 2016.

## Phase de réalisation
Trois partenaires sont impliqués dans ce projet, également soutenu par l'État: 
- Le fabricant d'amidon Roquette Frères, sis à Beinheim, à 15 km plus à l'est
- l'entreprise d'énergie Electricité de Strasbourg, filiale d'Électricité de France
- pour les financements la Caisse des Dépôts

Ensemble, ils ont fondé ÉCOGI (acronyme de Exploitation de la Chaleur d’Origine Géothermale pour l’Industrie (Nutzung von Erdwärme für die Industrie) 
Le but est d'exploiter 24 mégawatts de chaleur à partir d'eau très chaude située à 2,5 km de profondeur. Un échangeur de chaleur transmet l'énergie calorifique à une conduite extrêmement bien isolée longue de 15 km, qui alimente l'usine sise à Beinheim.
Le coût du projet est estimé à 45 000 000 euros, dont 17 000 000 pour la conduite 
Les études du sous-sol débutent en 2011. Le premier forage est inauguré officiellement le 29 octobre 2012. Le projet devait être terminé en 2015 , la centrale est finalement inaugurée en juin 2016.

## Procédé d'exploitation de l'énergie géothermique profonde
On exploite la chaleur d'eau très chaude qui provient d'une profondeur allant de 2,5 à 3 km (voir Soultz-sous-Forêts) ,.

## Soutien public et assurances
Le projet est soutenu par l'ADEME qui verse 25 000 000 euros. Cette dernière couvre les risques géologiques à hauteur de 4 200 000 euros, et la région d'Alsace à hauteur de 2 000 000 euros, tandis que SAF environment (filiale de la Caisse des Dépôts) verse 4 700 000 euros 